# Roger Garaudy
Roger Garaudy (Marseille, 1913. július 17. – Párizs, 2012. június 13.) francia filozófus, korábban kiemelkedő kommunista író.

## Élete
1913-ban született katolikus és ateista szülők gyermekeként, de 14 éves korában áttért a protestáns hitre. A második világháborúban részt vett a francia ellenállásban, ezért (a mai Algéria területén található) Djelfában börtönbe zárták. A háború után csatlakozott a Francia Kommunista Párthoz.
1970-ben kizárták a Kommunista Pártból az 1968-as csehszlovákiai prágai tavaszról szóló szókimondó írásai miatt. Ezután újra katolikusnak vallotta magát, majd 1982-ben áttért az iszlám hitre és több könyvet is írt, amelyekben anticionista és holokauszttagadó nézeteket vallott. Legismertebb holokauszttagadó műve Az izraeli politikát megalapozó mítoszok (Les Mythes fondateurs de la politique israélienne).

## Magyarul
- Kommunizmus és erkölcs; ford. Makai György, Makai Mária; Budapest Irodalmi Intézet, Bp., 1949 (Új könyvtár)
- Az egyház és a politika; Szikra, Bp., 1955
- Marxista humanizmus; ford. Székely Andorné; Kossuth, Bp., 1959
- Az ateista egzisztencializmus. Jean-Paul Sartre, 1-3.; ford. Pődör László; Akadémiai, Bp., 1960
- Aragon útja a szürrealizmustól a való világig; ford. D. Görög Livia, versford. Grigássy Éva, Somlyó György, Kardos László; Kossuth, Bp., 1962
- Válasz Jean-Paul Sartre-nak; Kossuth, Bp., 1963 (Korunk világnézeti kérdései)
- Parttalan realizmus; ford. Lakits Pál, bev. Louis Aragon, tan. Mesterházi Lajos; Európa, Bp., 1964
- A gondolat forradalma. Karl Marx; ford. Székely Andorné; Kossuth, Bp., 1965
- Ernest Kahane–Roger Garaudy: Teilhard de Chardin; bev. Jean Orcel, ford. Gellért György; Kossuth, Bp., 1967 (Korunk világnézeti kérdései)
- Pierre Teilhard de Chardin atya természet-fenomenológiája; in: Teilhard de Chardin; Kossuth, Bp., 1967 (Korunk világnézeti kérdései)
- A kínai kérdés; ford. Várkonyi Tibor, Józsa Péter, bev. Darvasi István; Kossuth, Bp., 1968
- A szocializmus nagy fordulópontja; Kossuth, Bp., 1971
- Az izraeli politikát megalapozó mítoszok; ford. Mónus Áron; Interseas Editions, Santon, 1998